# 하라이치정 (사이타마현)
하라이치정(原市町)은 사이타마현 기타아다치군에 있던 정이다. 현재의 아게오시의 남동부에 해당한다.

## 역사
- 1889년 4월 1일 - 정촌제 시행에 수반해 기타아다치군 하라이치정이 성립하였다.
- 1955년 1월 1일 - 아게오정, 오이시 촌, 가미히라 촌, 오야 촌과 합병해, 새로운 아게오정이 성립해, 동일 하라이치정은 폐지되었다.

## 참고문헌
- 「角川日本地名大辞典」編纂委員会『角川日本地名大辞典 11 埼玉県』角川書店、1980年7月8日。ISBN 4-04-001110-4。
- 上尾市教育委員会・編『上尾市史 第五巻 資料編5、近代・現代2』上尾市、1998年3月31日。
- 上尾市教育委員会・編『上尾市史 第七巻 通史編（下）』上尾市、2001年3月30日。
- 上尾百年史編集委員会・編『上尾百年史』上尾市役所、1972年2月10日。